# Alexandra Potterová
Alexandra Potterová (* 1970) je britská autorka píšící především romantické komedie. Narodila se v Bradfordu v hrabství Yorkshire, studovala na Liverpoolské univerzitě anglickou literaturu a filmová studia. Než začala s kariérou spisovatelky, pracovala jako redaktorka časopisů pro ženy, např. pro australskou verzi Vogue nebo Cleo.

## Dílo
Potterová napsala do roku 2014 deset románů (řazeno dle vydání v originále).
1. Co je nového, kotě? (2013) [originál: What's New, Pussycat? (2000)]
2. Going La La (2001)
3. Calling Romeo (2002)
4. Do You Come Here Often? (2004)
5. Není přání jako přání (2011) [originál: Be Careful What You Wish For (2006)]
6. Já a pan Darcy (2012) [originál: Me and Mr. Darcy (2007)]
7. Kde je ta holka? (2012) [originál: Who's That Girl (2008)]
8. S tebou už nikdy (2013) [originál: You're the One That I Don't Want (2010)]
9. Na stejné vlně (2014) [originál: Do You Come Here Often? (2010, 2. vydání)]
10. Don’t You Forget About Me (2012)
11. Lásce na stopě (2014) [originál: The Love Detective (2014)]

## Zajímavosti
Prvním románem A. Potterové je What’s New, Pussycat? (Co je nového, kotě?) a posledním The Love Detective který byl publikován 16. ledna 2014 ve Spojeném království.
Za svou knihu Me and Mr. Darcy (Já a pan Darcy) získala cenu od Jane Austen Regency World Awards v kategorii Best New Fiction.